# Wüstenhof (Lindlar)
Der Weiler Wüstenhof ist ein Ortsteil der Gemeinde Lindlar im Oberbergischen Kreis im Regierungsbezirk Köln in Nordrhein-Westfalen (Deutschland).

## Lage und Beschreibung

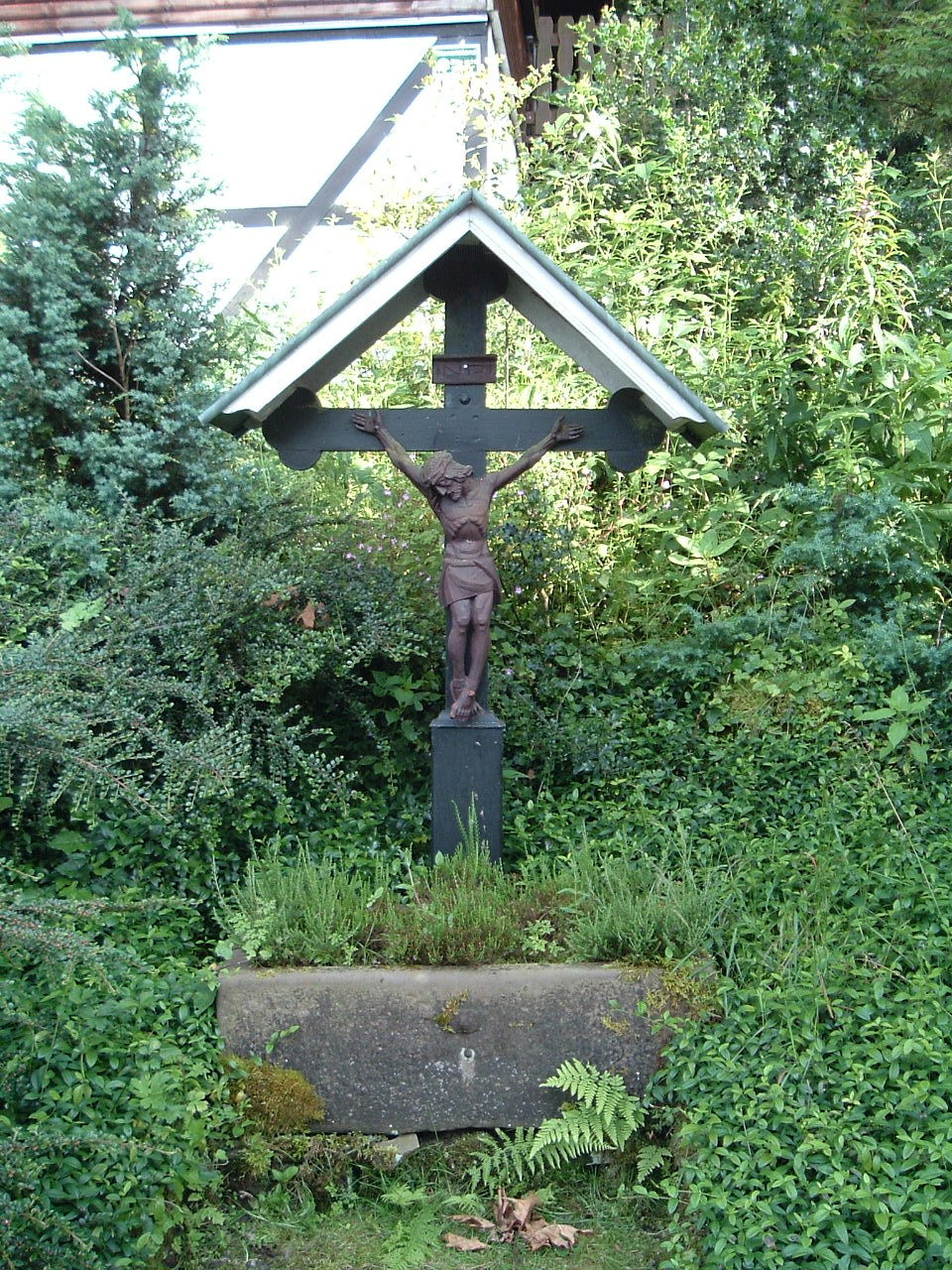
Fußfall in Wüstenhof errichtet 1932

Wüstenhof liegt im Süden der Gemeinde Lindlar an der Grenze zur Gemeinde Engelskirchen. Nördlich liegt die Ortschaft Klespe, im Westen Oberfrielinghausen.

## Geschichte
Im Mittelalter gehörte Wüstenhof zur Honschaft Helling im Kirchspiel Lindlar.
1798 wurde eine Privatschule in dem Ort errichtet. Die einklassige Schule wurde aber 1802 nach Klespe und 1803 nach Lingenbach verlegt.
Die Gemeinde- und Gutbezirksstatistik der Rheinprovinz führt Wüstenhof 1871 mit elf Wohnhäusern und 63 Einwohnern auf.
1830 wurde in der Topographisch-Statistischen Beschreibung der Königlich Preußischen Rheinprovinzen 46 Einwohner angegeben.
1932 sollten die Ortschaften Unterheiligenhoven, Klespe, Berg, Stolzenbach, Ellesbach und Wüstenhof von der Elektrizitätsgenossenschaft Overath mit Strom versorgt werden, so der Ratsbeschluss des Gemeinderates der Gemeinde Lindlar.

## Sehenswürdigkeiten
1932 wurde ein Fußfall in Wüstenhof errichtet. Er befindet sich unmittelbar an der Durchgangsstraße.

## Busverbindungen
Haltestelle Wüstenhof:
- Bürgerbuslinie Lindlar – Hohkeppel

Nächste Haltestellen Klespe:
- SB42 Lindlar – Immekeppel – Moitzfeld – Bensberg – Refrath – Köln Hbf. (RVK)
- 401 Industriegebiet Klause – Lindlar – Waldbruch – Schmitzhöhe – Hommerich – Kürten Schulzentrum (KWS, Schulbus)
- 421 Bergisch Gladbach (S) – Bensberg – Moitzfeld – (Herkenrath) – Immekeppel – Schmitzhöhe – Lindlar (RVK, Schulbus)